# Lichtwark-Heft
Das Lichtwark ist eine seit 1948 in Hamburg-Bergedorf erscheinende deutschsprachige Kulturzeitschrift.

## Geschichte
Als nach dem Zweiten Weltkrieg in Hamburg Zeitungen deutscher Verleger noch von den Alliierten verboten waren, gab ab November 1948 der Lichtwark-Ausschuss in Bergedorf bis März 1950 monatlich ein Nachrichten-Blatt unter dem Titel „Lichtwark-Ausschuß“ heraus.
Der Anregung des Bürgermeisters Max Brauer folgend waren Lichtwark-Ausschüsse 1948 in allen sieben Hamburger Bezirken eingerichtet worden, um „durch Beratung und Anregung das Gesicht der Hansestadt im Geiste Alfred Lichtwarks zu erneuern“.
Nachdem die Hamburger Zeitungen wieder zugelassen waren, erschien das Blatt fortan ein- bis zweimal pro Jahr als „Lichtwark – Mitteilungsblatt des Lichtwark-Ausschusses Bergedorf“ und ab 1958 mit dem Titel „LICHTWARK“.
Ab der Ausgabe Nr. 55 im Jahre 1992 erschien das Kultur-Magazin unter dem Namen „Lichtwark-Heft“. Heute heißt es wieder schlicht „Lichtwark“ (seit Heft Nr. 76) – mit dem Untertitel „Das Magazin für Geschichte, Kultur und Gesellschaft“.

## Herausgeber
Bis zum Jahre 1999 war der Lichtwark-Ausschuss des Bezirksamtes Bergedorf der Herausgeber. Seit der 65. Ausgabe im Jahre 2000 folgte Horst Brüers als Herausgeber. Seit 2015 wird das Lichtwarkheft vom Kultur- und Geschichtskontor in Hamburg-Bergedorf produziert und herausgegeben.

## Vertrieb
Das Lichtwark-Heft erscheint einmal jährlich zu Ostern und ist im Buch- und Zeitschriften-Handel, sowie im Kultur- und Geschichtskontor (www.geschichts-kontor.de) erhältlich.
Die „antiquarischen“ Ausgaben, das heißt die Hefte vom Jahrgang 1948 an, können im Archiv des Kultur- und Geschichtskontors eingesehen werden.